# Idaea cervantaria
Idaea cervantaria là một loài bướm đêm trong họ Geometridae.